# كاثرين غراهام
كاثرين ماير غراهام (بالإنجليزية: Katharine Graham)‏ (16 يونيو/حزيران عام 1917 - 17 يوليو/تموز عام 2001) ناشرة أمريكية، وهي ثاني ناشرة أنثى تترأس صحيفة أمريكية كبرى بعد ملكية إليزا جين نيكولسون لصحيفة نيو أورليانز اليومية (1876-1896). ترأست صحيفة عائلتها (واشنطن بوست) لأكثر من عقدين من الزمن، وأشرفت عليها في الفترة الأكثر شهرة خلال تغطية فضيحة ووترغيت التي أدت في النهاية إلى استقالة الرئيس ريتشارد نيكسون. فازت مذكراتها التي حملت عنوان (التاريخ الشخصي) بجائزة بوليتزر في عام 1998.

## بداية حياتها، دراستها، وبداياتها المهنية
ولدت كاثرين ماير في عام 1917 لعائلة ثرية من مدينة نيويورك، والداها أغنيس إليزابيث ويوجين ماير. كان والدها خبيرا ماليا وأصبح رئيس مجلس المحافظين للنظام الاحتياطي الفدرالي. كان جدها مارك يوجين ماير، وكان والد جدها الحاخام جوزيف نيومارك. اشترى والدها صحيفة واشنطن بوست في عام 1933 في مزاد إثر إفلاسها. كانت والدتها مثقفة بوهيمية عاشقة للفن وناشطة سياسية في الحزب الجمهوري، كان لها صداقات مع شخصيات بارزة مثل أوغوست رودان، ماري كوري، توماس مان، ألبرت أينشتاين، إليانور روزفلت، جون ديوي، شاول ألينسكي. عملت كمراسلة صحفية في وقت كانت فيه الصحافة مهنة غير شائعة بين النساء. كان والد كاثرين من أصل يهودي ألزاسي، وكانت والدتها لوثرية من مهاجرين ألمانيين. عُمدت كاثرين كما إخوتها الأربعة باعتبارها لوثرية ولكنها ترددت على الكنيسة الأسقفية. إخوتها هم فلورنس ويوجين الثالث (بيل) وروث وإليزابيث ماير.
امتلك والدا ماير العديد من المنازل في جميع أنحاء الدولة، لكنهم سكنوا بشكل اساسي في قلعة ضمن أرض كبيرة بالقرب من جبل كيسكو في نيويورك وفي قصر يقع في واشنطن العاصمة، لم تسكن ماير مع والديها أثناء طفولتها لأن كلاهما كانا يسافران ولديهما مقابلات اجتماعية كثيرة. لقد نشأت تحت رعاية المربيات والمدرّسات. تحملت كاثرين علاقتها المتوترة مع والدتها. ذُكر أن أغنيس كان سلبيا للغاية مع كاثرين مما أثر بشكل سلبي على ثقة كاثرين بنفسها.
كانت شقيقتها الكبرى فلورنس ماير مصورة ناجحة وتزوجت من الممثل أوسكار هومولكا. أسست شقيقة والدها فلورنسا ماير بلومنتال جائزة بلومنتال.
تخرجت ماير من مدرسة ماديرا (تبرع والدها للمدرسة بالكثير من الأراضي) والتحقت بكلية فاسار قبل الانتقال إلى جامعة شيكاغو. اهتمت عندما انتقلت إلى شيكاغو بقضايا العمل وبناء صداقات مع أشخاص من مختلف مناحي الحياة.
عملت لفترة قصيرة بعد التخرج في إحدى جرائد سان فرانسيسكو حيث ساعدت في تغطية إضراب كبير قام به عمال الميناء. بدأت ماير العمل مع صحيفة بوست في عام 1938. التقت أثناء وجودها في واشنطن بزميلها السابق في المدرسة ويل لانج جونيور.

## حياتها الشخصية
تزوجت في 5 يونيو/ حزيران عام 1940 لفيليب غراهام، وهو خريج كلية الحقوق بجامعة هارفارد ويعمل مع قاضي المحكمة العليا فيليكس فرانكفورتر. أنجبا ابنة هي لالي موريس ويماوث (مواليد 1943) وثلاثة أبناء: دونالد إدوارد غراهام (مواليد 1945)، ويليام ويلش غراهام (مواليد 1948) وستيفن ماير غراهام (مواليد 1952).

## ترأسها مجلة واشنطن بوست
أصبح فيليب غراهام ناشرًا في صحيفة بوست عام 1946 عندما سلّم يوجين ماير الصحيفة إلى صهره. تروي كاثرين في سيرتها الذاتية التي حملت عنوان التاريخ الشخصي كيف أنها لم تشعر بالإهانة بسبب اعطاء والدها قيادة المجلة لفيليب بدلاً من بلدها: «بعيدًا عن انزعاجي من أن أبي كان يفكر في زوجي وليس في، لقد أسعدني ذلك. لم أفكر مطلقًا أنه ربما سينظر إليّ كشخص يتولى مهمة قيادة الصحيفة.» واصل ماير إدارة منصب رئيس البنك الدولي وتركه بعد ستة أشهر فقط. وكان رئيس شركة واشنطن بوست حتى وفاته في عام 1959 عندما تولى فيليب غراهام هذا المنصب وتوسعت الشركة مع شراء محطات تلفزيون ومجلة نيوزويك.

### الحياة الاجتماعية والسياسة
كانت عائلة غراهام أعضاء بارزين في المشهد الاجتماعي في واشنطن، إذ كانوا أصدقاء جون كينيدي وجاكلين كينيدي أوناسيس وروبرت كينيدي وليندون جونسون وروبرت ماكنامارا وهنري كيسنجر ورونالد ريغان ونانسي ريغان وشخصيات أخرى كثيرة.
كتبت غراهام في سيرتها الذاتية لعام 1997 عدة مرات عن مدى قرب زوجها من السياسيين في ذلك الوقت (كان له دور فعال، على سبيل المثال: جعل جونسون مرشحًا لمنصب نائب الرئيس عن الحزب الديمقراطي في عام 1960)، وكيف أصبح هذا التقارب الشخصي مع السياسيين لاحقًا غير مقبول في الصحافة. حاولت ترشيح المحامي إدوارد بينيت ويليامز إلى دور عمدة مفوض لواشنطن في عام 1967. ذهب المنصب إلى المحامي والتر واشنطن الذي تلقى تعليمه في جامعة هوارد.
عرفت غراهام أيضًا بصداقتها الطويلة مع وارن بافت، الذي امتلك شركة بيركشير هاثاواي والتي امتلكت حصة كبيرة في الجريدة.

### مرض وموت فيليب غراهام
عانى فيليب غراهام مع إدمان الكحول والمرض النفسي طوال زواجه من كاثرين. كان لديه تقلبات مزاجية وكثيرا ما احتقرها. اكتشفت كاثرين في عشية عيد الميلاد في عام 1962 أن زوجها كان على علاقة مع روبن ويب من مجلة نيوزويك. أعلن فيليب أنه سيطلق كاثرين من أجل روبن، وقدم اقتراحات لتقسيم أصول الزوجين.
عانى فيليب من انهيار عصبي في مؤتمر صحفي في فينيكس في أريزونا. خُدر ونقل جواً إلى واشنطن، ووُضع في مشفى للأمراض النفسية في روكفيل. انتحر في 3 أغسطس / آب عام 1963 ببندقية في منزل الزوجين (غلين ويلبي) بالقرب من مارشال في ولاية فرجينيا. (انتهى مصير أحد أبنائهم بطريقة مماثلة).

### ترأسها صحيفة بوست
تولت كاثرين غراهام رئاسة الشركة والصحيفة بعد انتحار فيليب غراهام. حصلت على لقب الرئيس وكانت ناشرة فعليًا اعتبارًا من سبتمبر / أيلول عام 1963. حصلت رسميا على لقب الناشر منذ عام 1969 وحتى عام 1979، ولقب رئيس مجلس الإدارة من عام 1973 حتى عام 1991. أصبحت أول رئيس تنفيذي انثى لفورتشين 500 في عام 1972 بصفتها رئيس تنفيذي لشركة واشنطن بوست. وباعتبارها المرأة الوحيدة التي تشغل هذا المنصب الرفيع في شركة للنشر فلم يكن لديها أي امرأة نموذجية تقتدي بها وواجهت صعوبة في معاملتها بجدية من قبل العديد من زملائها الذكور. أوضحت غراهام في مذكراتها عدم ثقتها بمقدار معرفتها. أحدث تزامن الحركة النسائية مع ترأس غراهام على الصحيفة تغييرات في موقف غراهام وقادها إلى تعزيز المساواة بين الجنسين داخل شركتها.
عينت غراهام بنيامين براد كمحرر، وقامت بتوظيف وارن بافيت كمستشار مالي، أصبح مساهما رئيسيا وأحد الشخصيات البارزة في الشركة. كان ابنها دونالد ناشرًا من عام 1979 وحتى عام 2000.

### ووترغيت
ترأست غراهام صحيفة البوست في وقت صعب من تاريخها. لعبت الصحيفة دورًا أساسيًا في الكشف عن فضيحة ووترغيت التي أدت في النهاية إلى استقالة الرئيس ريتشارد نيكسون.
واجهت غراهام والمحرر برادلي أول التحديات عندما قاموا بنشر محتوى أوراق البنتاغون. دعمت غراهام التقارير التي أحضرها مراسلو بوست بوب ودورد وكارل برنستين عن قصة ووترغيت إلى برادلي، وقام برادلي بنشر قصص عن ووترغيت حينما كان عدد قليل فقط من وكالات الأخبار الأخرى تقوم بتغطية هذه القضية.
كانت غراهام بالتزامن مع فضيحة ووترغيت هدفا لإحدى أكثر التهديدات شهرة في تاريخ الصحافة الأمريكية. حدث ذلك في عام 1972 عندما حذر المحامي العام لنيكسون وهو جون ميتشيل المراسل كارل بيرنشتاين من مقال قادم له: «ستجد كاتي غراهام ثدييها في قبضة مصاص دماء إذا نشرت هذا المقال.»، نشرت الصحيفة كلامه لكن حذف برادلي كلمة (ثدييها). لاحظت غراهام في وقت لاحق أنه «من الغريب على ميتشل أن يناديني كاتي، لم يناديني أحد بذلك من قبل.»

## روابط خارجية
- كاثرين غراهام على موقع IMDb (الإنجليزية)
- كاثرين غراهام على موقع IMDb (الإنجليزية)
- كاثرين غراهام على موقع الموسوعة البريطانية (الإنجليزية)
- كاثرين غراهام على موقع مونزينجر (الألمانية)
- كاثرين غراهام على موقع إن إن دي بي (الإنجليزية)